# Carbognano
Carbognano – miejscowość i gmina we Włoszech, w regionie Lacjum, w prowincji Viterbo.
Według danych na rok 2004 gminę zamieszkiwało 1919 osób, 112,9 os./km².